# Конево (Шуменська область)
Ко́нево (болг. Конево) — село в Шуменській області Болгарії. Входить до складу общини Вирбиця.

## Населення
За даними перепису населення 2011 року у селі проживали 254 особи.
Національний склад населення села:
| Національність   | Кількість осіб | Відсоток |
| ---------------- | -------------- | -------- |
| турки            | 215            | 85,3%    |
| болгари          | 34             | 13,5%    |
| інша             | 0              | 0%       |
| не визначились   | 3              | 1,2%     |
| Всього відповіли | 252            |          |

Розподіл населення за віком у 2011 році:
Динаміка населення: